# Рене Менц
Рене Менц (англ. Rene Mentz; нар. 26 травня 1966) — колишня південноафриканська тенісистка.
Найвищу одиночну позицію світового рейтингу — 295 місце досягла 8 листопада 1993, парну — 285 місце — 25 жовтня 1993 року.
Здобула 3 одиночні та 4 парні титули.
Найвищим досягненням на турнірах Великого шолома було 2 коло в одиночному та парному розрядах.

## Фінали ITF
| Легенда         |
| --------------- |
| турніри $25,000 |
| турніри $10,000 |

### Одиночний розряд: 6 (3–3)
| Результат | Ранг | Дата              | Турнір                        | Покриття | Суперниця           | Рахунок             |
| --------- | ---- | ----------------- | ----------------------------- | -------- | ------------------- | ------------------- |
| Перемога  | 1.   | 9 травня 1983     | ITF Ворикшир, Велика Британія | Ґрунт    | Шеллі Волпол        | 6–0, 6–4            |
| Поразка   | 1.   | 9 жовтня 1983     | ITF Канберра, Австралія       | Трава    | Крістін Кінні       | 3–6, 6–2, 2–6       |
| Поразка   | 2.   | 22 листопада 1986 | ITF Йоганесбурґ, ПАР          | Тверде   | Діанне Ван Ренсбург | 3–6, 1–6            |
| Поразка   | 3.   | 5 березня 1989    | ITF Преторія, ПАР             | Тверде   | Gail Boon           | 6–7(6), 7–6(4), 4–6 |
| Перемога  | 2.   | 4 квітня 1993     | ITF Габороне, Ботсвана        | Тверде   | Еріка Адамс         | 6–4, 3–6, 6–3       |
| Перемога  | 3.   | 10 жовтня 1993    | ITF Преторія, ПАР             | Тверде   | Сінді Саммерс       | 6–4, 3–6, 6–2       |

### Парний розряд: 6 (4–2)
| Результат | Ранг | Дата              | Турнір                 | Покриття | Партнерка          | Суперниці                          | Рахунок       |
| --------- | ---- | ----------------- | ---------------------- | -------- | ------------------ | ---------------------------------- | ------------- |
| Перемога  | 1.   | 29 січня 1984     | ITF Маямі, США         | Тверде   | Гезер Кроу         | Мерседес Пас Ронні Рейс            | 6–4, 6–3      |
| Поразка   | 1.   | 21 листопада 1987 | ITF Йоганесбурґ, ПАР   | Тверде   | Маріан де Свардт   | Барбара Ґеркен Бет Герр            | 6–7, 2–6      |
| Перемога  | 2.   | 5 березня 1989    | ITF Преторія, ПАР      | Тверде   | Моніка Райнах      | Мішель Андерсон Лінда Барнард      | 6–1, 2–6, 6–4 |
| Перемога  | 3.   | 2 травня 1993     | ITF Акапулько, Мексика | Ґрунт    | Клер Сешшинс Бейлі | Петра Гашпар Алена Гаврлікова      | 6–1, 6–3      |
| Поразка   | 2.   | 12 липня 1993     | ITF Евансвілл, США     | Тверде   | Марезе Жубер       | Карін Баккум Наґано Хіромі         | 2–6, 2–6      |
| Перемога  | 4.   | 10 жовтня 1993    | ITF Преторія, ПАР      | Тверде   | Лізель Губер       | Суріна Де Беер Карен ван дер Мерве | 7–6(4), 7–5   |